# Дмитрова Гора
Дми́трова Гора́ — село в Конаковском районе Тверской области России, административный центр Дмитровогорского сельского поселения.
Находится в 14 километрах к юго-востоку от города Конаково, на автодороге «Конаково — Дубна».
Население по переписи 2002 года — 1084 человека, 496 мужчин, 588 женщин.
День села празднуется 19 сентября.

## История
Первое упоминание о селе относится к середине XVII века, когда оно входило во владения Д. М. Черкасского; первое название, «Гора», было дано поселению по географическому признаку, второе название, «Шеловская», предположительно было дано по наиболее часто встречающейся фамилии в поселении. К 1710 году в деревне было 17 дворов, и она по-прежнему принадлежала семье Черкасских (Михаилу Яковлевичу).
Ротмистр лейб-гвардии конного полка князь Иван Иванович Лобанов-Ростовский, один из следующих владельцев деревни, продал её вместе со всей своей остальной вотчиной 10 февраля 1777 года генеральше Марье Семеновне Римской-Корсаковой за 47 000 рублей. В 1806 году всей территорией владел полковник Николай Александрович Римский-Корсаков; в деревне было 65 дворов и 463 жителя. К 1830-м владельцем был тайный советник Алексей Васильевич Васильчиков, в 1846 одной из частей разделённой вотчины стала тайная советница графиня Софья Ивановна Сологуб. В 1851 году в деревне было 99 крестьянских дворов и 634 жителя. В 1859 году количество дворов было по-прежнему 99, а жителей — 659.
В 1885 году в деревне была построена деревянная церковь (подарок православной общины с.Федоровское), престол которой был посвящён святому великомученику Димитрию Солунскому (в дальнейшем церковь была закрыта, и была сожжена богоборческой властью 7 ноября 1932г.); село стало называться Ново-Дмитровским. Перед Первой мировой войной в отношении деревни встречается название «Дмитровская Гора»: в справочниках 1911-12 гг. упоминается первое название, а почта называется по второму названию. Окончательно название «Дмитровская Гора», в дальнейшем упростившееся до современного, закрепилось в 1920-е годы.
Другая церковь села, расположенная у кладбища, была перевезена в деревню Федоровское.
В 1887 году в селе Гора (Ново-Дмитровское) Ново-Дмитровского прихода Фёдоровской волости Корчевского уезда 125 дворов, 719 жителей, земская школа, 5 сапожных мастерских (23 рабочих), 4 маслобойни, 4 мелочные и 2 винные лавки, трактир, чайная.
Земское училище появилось в Горе в 1883 году, новое здание для него было построено в 1901 году. 1 января 1898 года был открыт земский врачебный пункт. С 1905 года в деревне существует почтовое отделение. В те же годы Назаровым был открыт кожевенный завод, после революции национализированный, в 1922 году сданный в аренду бывшему владельцу (НЭП) и просуществовавший до 1927 года (в доме, построенном купцом Назаровым для себя, позже разместилась сельская чайная и хлебопекарня, а в доме купца Игнатьева - МТС, появившаяся в деревне с середины 1936 года). С 1926 года в деревне значится волостное правление. В 1928 году село — центр Дмитровской волости Кимрского уезда. В 1929 году организуется колхоз «Победа-Заря» (с 1957 года переименованный в «Победу», а с 1965 укрупнённый до совхоза «Дмитрогорский»). В деревне работала обувная промартель, с 1957 года в ней был сельский клуб и библиотека. В 1938 году в Дмитровой Горе была построена мельница, позднее здесь же появился сырзавод, две школы, детские ясли, ветлечебница, хлебопекарня, сельпо, сельхоз, аптека, столовая.

## Население
| 1859 | 1887 | 1921 | 1997  | 2002  | 2010  |
| ---- | ---- | ---- | ----- | ----- | ----- |
| 659  | ↗719 | ↗819 | ↗1065 | ↗1084 | ↗1101 |

## В селе

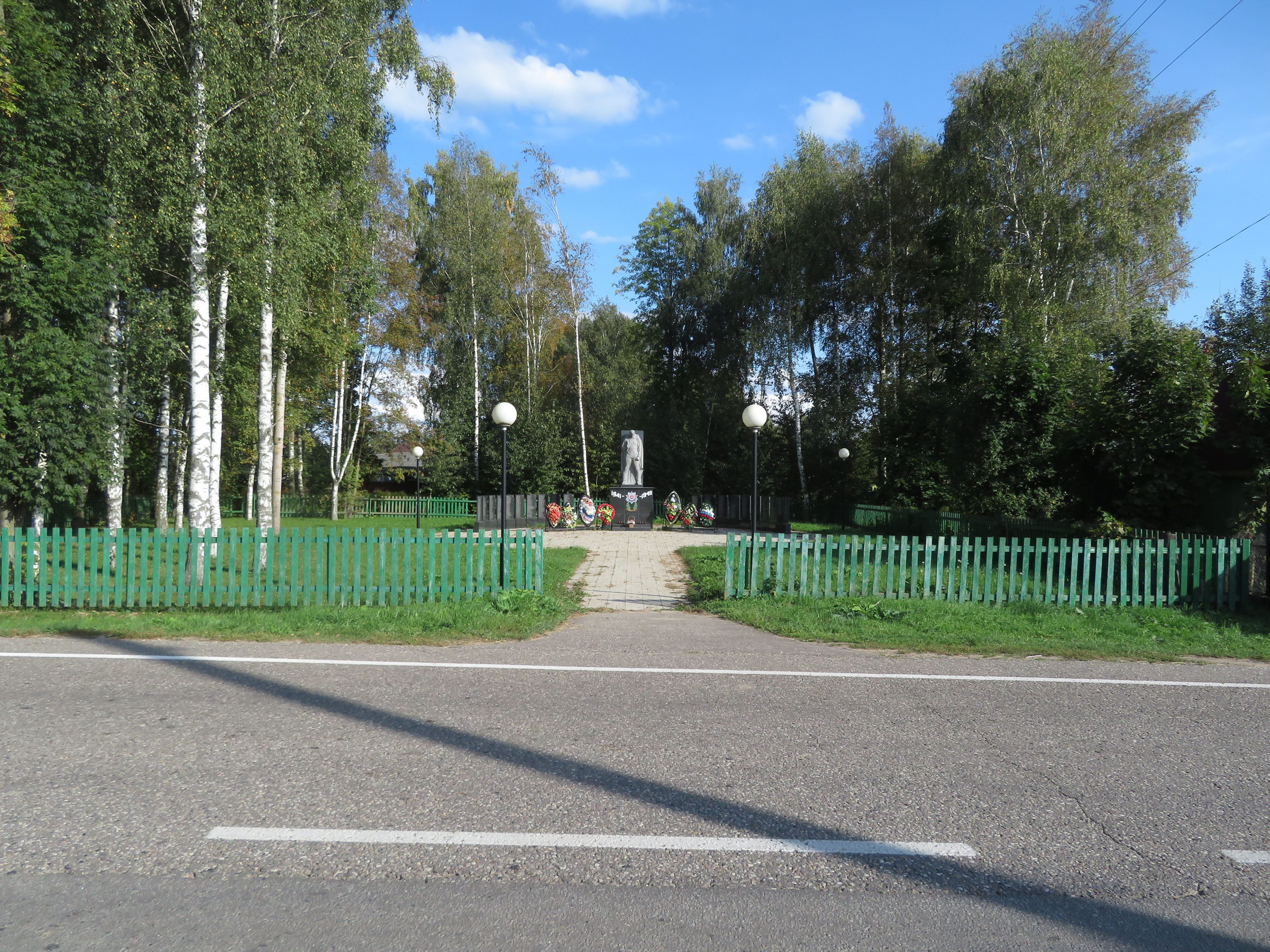
Братская могила в Дмитровой Горе

- Администрация сельского поселения.
- МБОУ Дмитрогорская средняя общеобразовательная школа
- МДОУ детский сад № 1 с. Дмитрова Гора[8]
- МКУ «Дмитровогорский СДК»
- Спорткомплекс «Дмитрогорский»
- Дмитровогорская сельская библиотека при МКУ «Дмитровогорский СДК»
- Храм прп.Сергия Радонежского - Тверская Епархия Московского Патриархата
- Музей краеведения «Родимая сторонушка» при храме прп.Сергия Радонежского
- Агрофирма «Дмитрова Гора»
  - Дмитрогорский молокозавод
  - Мясокомбинат «Дмитрогорский»

## Достопримечательности
- Братская могила воинов, павших в Великой Отечественной войне. В ноябре 1941 года враг был остановлен в 12 км южнее села.
- Православный храм прп. Сергия Радонежского
- Музей краеведения «Родимая Сторонушка» (музей открыт в ноябре 2017 г.) при храме прп. Сергия Радонежского
- Стела писателю и поэту-песеннику Якову Захаровичу Шведову (1905-1984г.г.) в д.Пенье, автору слов легендарных песен «Смуглянка» и «Орлёнок»